# Jan Knappert
Jan Knappert (* 14. Januar 1927 in Heemstede; † 30. Mai 2005 in Hilversum, Niederlande) war ein niederländischer Linguist.

## Leben und Wirken
Knappert war vor allem für seine Kenntnis des Swahili und des Esperanto bekannt. Sein bekanntestes Werk ist das Esperanto-Swahili-Dictionary. Knappert übersetzte zahlreiche Werke aus dem Swahili, unter anderem das epische Gedicht Utendi wa Tambuka. Zudem übersetzte er das finnische Nationalepos Kalevala ins Swahili. Knappert unterrichtete in Leuven, an der School of Oriental and African Studies in London und an verschiedenen afrikanischen Universitäten. In den 1970er Jahren nahm er an mehreren Konferenzen der Tutmonda Esperantista Junulara Organizo teil. Knappert hinterließ sieben Kinder und acht Enkel.

## Schriften
- 1958: Het Epos Van Heraklios (Dutch edition and literal translation; dissertation at Leiden University)
- 1969: „The Utenzi wa Katirifu or Ghazwa ya Sesebani“, Afrika und Übersee, Band LII, 3–4, 81–104.
- 1977: het Epos van Heraklios. Uit het Swahili vertaald in het oorspronkelijke metrum. Amsterdam: Meulenhoff (Dutch translation in the original meter).
- 1977: Myths and Legends of Indonesia. Singapore: Heinemann Educational Books (Asia) Ltd.
- 1983: Kamusi Kiesperanto Kiswahili. Vortaro Esperanto-Suahila. Rotterdam: Universala Esperanto-Asocio (2. erw. Aufl. ebd. 1996).
- 1989: The A-Z of African Proverbs London: Karnak House.
- 1990: African Mythology. London: The Aquarian Press.
- 1991: Indian Mythology; an Encyclopedia of Myth and Legend. London: Harper Collins.
- 1997: Lexikon der afrikanischen Mythologie : Mythen, Sagen und Legenden von A – Z. Weyarn : Seehamer. ISBN 3-932131-25-8
- 1997: Lexikon der indischen Mythologie : Mythen, Sagen und Legenden von A – Z. Weyarn : Seehamer. ISBN 3-932131-23-1
- 2001: The Book of African Fables. New York: Edwin Mellen Press.
- 2003: The A-Z of African Love Songs. London: Karnak House.
- 2005: Swahili Culture Book I and II. New York: Edwin Mellen Press.

| Personendaten    | Personendaten             |
| ---------------- | ------------------------- |
| NAME             | Knappert, Jan             |
| KURZBESCHREIBUNG | niederländischer Linguist |
| GEBURTSDATUM     | 14. Januar 1927           |
| GEBURTSORT       | Heemstede                 |
| STERBEDATUM      | 30. Mai 2005              |
| STERBEORT        | Hilversum                 |